# Phytophthora cinnamomi
Phytophthora cinnamomi ist ein bodenbürtiger Vertreter der Eipilze, der bei Pflanzen eine Krankheit auslöst, die als „Wurzelfäule“ (englisch root rot, dieback) bezeichnet wird. Das Pflanzenpathogen ist eine der weltweit aggressivsten invasiven Arten und in mehr als 70 Ländern anzutreffen.

## Wirtsspektrum und Symptome
Das Wirtsspektrum von Phytophythora cinnamomi ist sehr breit. Das Pathogen ist weltweit verbreitet und verursacht bei hunderten von Pflanzenarten Krankheiten. Dabei sind eine Reihe ökonomisch wichtiger Kulturen betroffen, z. B. Nahrungsmittel-Lieferanten wie Avocado und Ananas, aber auch andere wirtschaftlich genutzte Arten wie Fraser-Tannen, Fichtenkiefern, Weihrauch-Kiefern, Azaleen, Kamelien, Buchsbäume und viele andere Baumarten und Ziergehölze. P. cinnamomi ist ein Wurzel-Pathogen, das Wurzelfäule und den Tod der Wirtspflanze verursacht. Zu den Symptomen gehören: Welken, verringerte Fruchtgröße, Rückgang des Ertrags, Kranzfäule, Ausfluss von Pflanzensäften, Nekrosen, Blatt-Chlorosen, Blattkräuseln und Baumkrebs. Ein weiteres Symptom ist, dass ein Absterben junger Schösslinge verursacht werden kann und in den Stoffaustausch zwischen Wurzeln und Schösslingen eingegriffen wird. Ältere Pflanzen können entweder keine Symptome zeigen oder nur ein schwaches Absterben, obwohl eine schwere Wurzelfäule vorliegt.

## Lebenszyklus und Auswirkungen auf Pflanzen
Phytophthora cinnamomi lebt im Boden und in Pflanzengeweben, kann unterschiedliche Formen annehmen und sich im Wasser bewegen. Während Perioden ungünstiger Umweltbedingungen kann der Organismus Ruheformen in Gestalt von Chlamydosporen ausbilden. Wenn die Umweltbedingungen wieder geeignet sind, „keimen“ diese Chlamydosporen und erzeugen ein Myzel (oder Hyphen) und Sporangien. Die Sporangien reifen und entlassen Zoosporen, welche die Wurzeln unmittelbar hinter den Spitzen befallen. Dazu benötigen sie Wasser, durch das sie sich hindurchbewegen können; daher geschehen die meisten Infektionen in feuchten Böden. Das Myzel durchdringt die gesamte Wurzel und absorbiert Kohlenhydrate und Nährstoffe, zerstört die Struktur des Wurzelgewebes, lässt die Wurzeln „verfaulen“ und hält die Pflanze von der Absorption von Wasser und Nährstoffen ab. Sporangien und Chlamydosporen bilden sich auf dem Myzel der infizierten Wurzel und der Zyklus beginnt von Neuem mit der Infektion der nächsten Pflanze.
Zu den frühen Symptomen gehören das Welken, eine Gelbfärbung und das Kräuseln trockener Blätter sowie die Dunkelfärbung der Wurzeln. Eine Infektion führt oft zum Tod der Pflanze, insbesondere in trockenen Sommern, wenn die Pflanzen unter Trockenstress leiden.

### Sexuelle Vermehrung
Phytophthora cinnamomi ist eine diploide und heterothallische Art mit zwei Paarungstypen (A1 und A2). Sexuelle Vermehrung findet bei heterothallischen Phytophthora-Arten normalerweise statt, wenn Gametangien entgegengesetzter Paarungstypen in einem Wirtsgewebe aufeinandertreffen. Diese Interaktion führt zur Bildung von Oosporen, die längere Zeit innerhalb oder außerhalb des Wirtsgewebes überleben können. Phytophthora cinnamomi ist außerdem in der Lage, eine Selbst-Befruchtung durchzuführen (d. h. sie kann homothallisch sein). Kulturen des Paarungstyps A2 von Phytophthora cinnamomi können angeregt werden, die sexuelle Vermehrung zu umgehen, indem sie extrem schlechten Bedingungen ausgesetzt werden, z. B. durch Kontakt zu Wasserstoffperoxid oder durch mechanische Zerstörung.

## Ökologie
Phytophthora cinnamomi ist ein bodenbürtiges Pathogen, das erstmals in tropischen und subtropischen Ländern beobachtet wurde. Es kann jedoch auch unter gemäßigten Klimabedingungen überleben und sich entwickeln. P. cinnamomi wird über Zoosporen und/oder Chlamydosporen im Boden und im Wasser unter geeigneten Bedingungen (warm und feucht) verbreitet. Zu den Vektoren gehören Pflanzen oder Pflanzenteile, die Myzelien oder Zoosporen enthalten und über weite Strecken verbracht werden; vom Wind verwehte Boden- und Geröll-Teile; unter- oder oberirdischer Abfluss von Niederschlägen; Maschinen und Ausrüstungen die mit feuchtem (infiziertem) Boden in Kontakt waren und nicht intensiv gereinigt wurden; transportierter Boden, auch Sand oder Kies.:279 Wild- und Haustiere sind auch dafür bekannt, zur Verbreitung des Pathogens beizutragen. Eine Studie an Hausschweinen belegt den Transport in deren Verdauungstrakt. Auch Menschen verbreiten die Krankheit durch ihre Aktivitäten, namentlich beim Holzeinschlag, bei Bergbautätigkeiten, bei Wanderungen und durch den Verkehr.

### In freier Wildbahn
Wenn Phytophthora-Krankheiten sich auf wildwachsende Pflanzengemeinschaften ausbreiten, werden viele empfindliche Pflanzenarten zum Absterben gebracht, was zu einem anhaltenden Rückgang der Biodiversität und zu einer drastischen Änderung ökologischer Prozesse führt. Die Zusammensetzung der Pflanzengesellschaften kann auch durch die Erhöhung der Anzahl resistenter Pflanzen bei Senkung der Anzahl empfindlicher Pflanzen verändert werden. Von den empfindlichen Pflanzenarten abhängige Tierarten werden gleichfalls zahlenmäßig reduziert oder ganz eliminiert.
Waldschäden, die vermutlich durch Phytophthora cinnamomi ausgelöst wurden, wurden in den USA etwa Anfang des 19. Jahrhunderts aufgezeichnet. Eine Infektion ist die Ursache für das plötzliche Absterben einer Reihe heimischer Baumarten wie der Amerikanischen Kastanie, für die Kleinblatt-Krankheit (englisch littleleaf disease) an Fichtenkiefern (Pinus echinata), die Christbaum-Krankheit (englisch Christmas tree disease) in aus Baumschulen stammenden Fraser-Tannen (Abies fraseri); Eichen sind von South Carolina bis nach Texas betroffen.

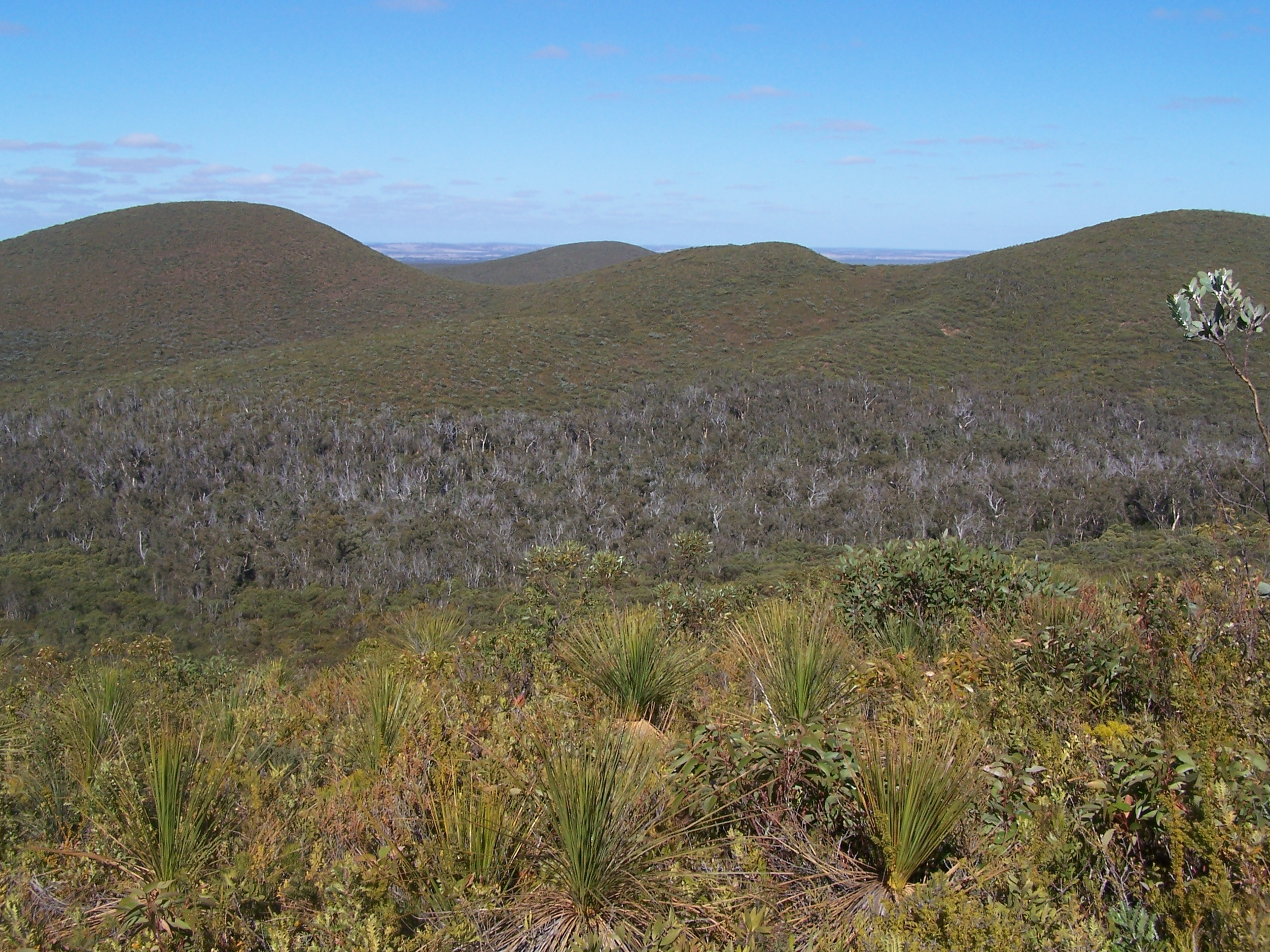
Heidelandschaft in der Stirling Range (Western Australia) mit einem Phytophthora-infizierten Tal im Mittelgrund

In Australien sind Phytophthora cinnamomi-Infektionen als phytophthora dieback, dieback, jarrah dieback oder cinnamon fungus bekannt, die dort eine Reihe heimischer Pflanzenarten betreffen und so Waldschäden und die nachhaltige Veränderung von Wildnis-Lebensräumen verursachen.
Von besonderem Interesse sind Infektion und Absterben großer Wald- und Buschgebiete, die dem Schutz gefährdeter Arten im äußersten Südwesten von Western Australia dienen. Viele Arten der Gattungen Banksia, Darwinia, Grevillea, Leucopogon, Verticordia und Xanthorrhoea sind betroffen. Dies wiederum hat Einfluss auf die Tiere, die von diesen Pflanzen als Nahrungsgrundlage oder zu ihrem Schutz abhängig sind, wie den Dünnschwanz-Schlafbeutler (Cercartetus concinnus) und den Honigbeutler (Tarsipes rostratus). Eine Untersuchung in der Region Perth ergab, dass das Absterben in den infizierten Gebieten eine signifikante Veränderung der Vogel-Gemeinschaft verursachte, am stärksten bei den nektarfressenden Vögeln wie dem Buntkopf-Honigfresser.

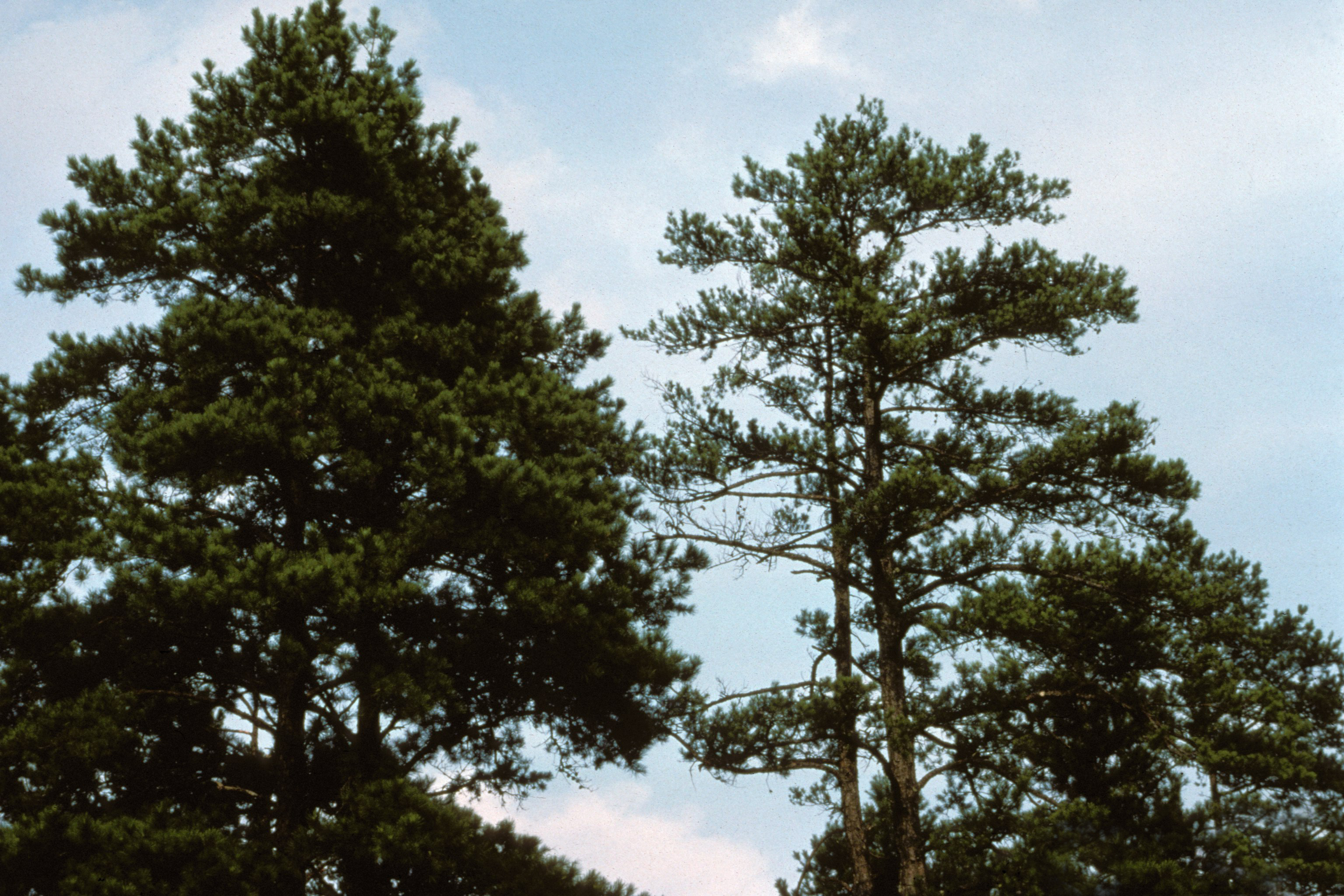
Kleinblatt-Krankheit bei Kiefern (Pinus spp.); der Baum links zeigt keine Symptome einer Infektion, während der Baum rechts verkrüppelte Nadeln, die typisch für eine Phytophthora cinnamomi-Infektion sind, aufweist.

Phytophthora cinnamomi stellt auch im mexikanischen Bundesstaat Colima ein Problem dar, da mehrere heimische Eichen- und weitere Pflanzenarten in deren Umgebung betroffen sind. Das Pathogen hat auch das Absterben des in Kalifornien seltenen endemischen Strauchs Arctostaphylos myrtifolia (englisch Ione manzanita) zur Folge.
Zusätzlich zur Zerstörung natürlicher Waldlandschaften kann Phytophthora cinnamomi auch Obstgehölze, Nussbäume und Ziergehölze infizieren. Untersuchungen haben gezeigt, dass P. cinnamomi Bärlappe, Farne, Palmfarne, Koniferen, Binsen, Gräser, Lilien und eine Vielzahl weiterer zweikeimblättriger Pflanzenarten befallen kann. Dies stellt für ein Pflanzen-Pathogen ein bemerkenswert breites Wirtsspektrum dar und unterstreicht die Effektivität von Phytophthora cinnamomi als aggressives Primär-Pathogen. Die Invasive Species Specialist Group führt die Art auf ihrer Liste der „100 schlimmsten invasiven Arten der Welt“.

### In Gärten und auf landwirtschaftlichen Flächen
Phytophthora-Erkrankungen beeinflussen zahlreiche einheimische wie Gartenpflanzen. Die Liste umfasst u. a. Zimt, Rosen, Azaleen und Obstbäume. Weil keine Heilbehandlung bekannt ist, kann das einmal in einen Garten eingedrungene Pathogen nicht leicht wieder entfernt werden und wird zu einem echten Problem.
Verfahrensweisen zur Prävention, z. B. das Verhindern des Eindringens, umfassen die Pflanzung von Gewächsen, die aus nicht infizierten Gebieten (nicht der unmittelbaren Umgebung) stammen, die Verwendung sterilisierter Kulturböden und die ausschließliche Verwendung von sorgfältig kompostiertem Mulch. Die Überführung von einem Garten in den nächsten kann die Krankheit gleichfalls verbreiten. Die Anzucht aus Samen und Stecklingen ist weniger riskant, weil kein Boden mit transportiert wird.
In Australien sind viele Baumschulen und Gärtnereien im Nursery Industry Accreditation Scheme Australia (NIASA) akkreditiert und verwenden Hygiene-Praktiken, um eine Phytophthora-Infektion ihres Bestandes zu vermeiden. Solche Praktiken unterbinden die Verbreitung der Krankheit über Kulturböden, Pflanzenmaterial und Wasser. Andere präventive Ansätze umfassen hohe Bänke bei der Anzucht, regelmäßige Tests auf Phytophthora-Infektionen und Quarantäne-Bereiche für neu eingekaufte Pflanzen.
Von Phytophthora befallene Pflanzen sterben typischerweise am Ende des Sommers, wenn sie am meisten unter Stress stehen. Aus diesem Grund wird eine Infektion häufig mit Dürre-Folgen verwechselt. Es sind eine Reihe empfindlicher Arten betroffen, es gibt aber auch resistente. Wenn eine Infektion vermutet wird, sollte der wahrscheinliche Ausbreitungsweg ermittelt werden. Die sicherste Methode der Diagnose ist die Identifikation im Boden oder in Pflanzenteilen durch ein Labor.
Die Methoden, eine existierende Phytophthora-Infektion unter Kontrolle zu bekommen, umfassen die Injektion oder das Besprühen der Pflanzen mit einem Phosphonat-Fungizid, die Nutzung sorgfältig kompostierten Mulchs und die Anwendung von Behandlungen vor der Pflanzung wie Solarisation oder Biofumigation. Kompostierter Mulch unterdrückt das Pathogen wirkungsvoll und kann gesunde Pflanzen vor einer Infektion schützen. Es ist höchst wichtig, die Ausbreitung über infizierte Böden, Pflanzen oder Wasser zu unterbinden. Befallene Gebiete können mit Hilfe resistenter Arten renaturiert werden.

### Einfluss auf Avocado-Pflanzungen
Phytophthora cinnamomi ist die Haupt-Ursache für das Absterben von Avocado-Bäumen; die Krankheit ist unter Avocado-Pflanzern als „Wurzelfäule“ (englisch root rot) bekannt. Seit den 1940er Jahren wurden verschiedene gegen die Krankheit resistente Varietäten gezüchtet, um die Schäden zu minimieren. Befallene Bäume sterben im Allgemeinen ab oder werden innerhalb von drei bis fünf Jahren unproduktiv. Eine Untersuchung aus dem Gebiet von Fallbrook (Kalifornien) von 1960 korrelierte das höhere Niveau der Wurzelfäule bei Avocado mit geringer Durchlüftung und höherem Lehm-Anteil der Böden.

## Phosphonat-Fungizide
Phosphonat-Salze wie Kaliumphosphonate wurden als biologisch abbaubare Fungizide eingesetzt, um Pflanzen vor dem Absterben nach Phytophthora-Infektionen zu schützen. Kalzium- und Magnesiumphosphonate können auch verwendet werden. Kein Ansatz wird die Phytophthora vollständig eliminieren, auch keine Phosphonate, wenngleich ein integrierter Ansatz die Ausbreitung und die Wirkung der Krankheit steuern kann. Ein solcher Ansatz könnte den strategischen Einsatz der Phosphonate, Desinfektionsmittel, Zugangskontrollen, die Beseitigung von Entwässerungshemmnissen, das Entfernen der Wirtspflanzen und die Etablierung ausgezeichneter Hygieneverfahren zusammenfassen.
Um wirksam zu werden, müssen die Phosphonate in das Wasser-Transportsystem der Pflanzen eindringen. Dies kann über Injektionen in die Wirte oder das Versprühen auf den Unterwuchs erfolgen. Die Phosphonate schützen nicht nur einzelne Pflanzen vor einer Infektion mit Phytophthora, sondern unterstützen auch schon infizierte Pflanzen bei der Regeneration.

## Management
P. cinnamomi hat ein breites Wirtsspektrum, was es kompliziert macht, die Ausbreitung der Krankheit zu kontrollieren. Die größten Auswirkungen scheint das Pathogen in Gebieten mit mediterranem Klima zu haben, die einen mittleren jährlichen Niederschlag von 600 Millimetern verzeichnen, wie die südostasiatischen Inseln und Teile Australiens. Das Pathogen überlebt offenbar in den Pflanzen ohne Symptome, die es tolerieren. Zu den wirksamen Bewirtschaftungs-Maßnahmen gehören ein Hygienesystem, erhöhte Beete, Fruchtfolgen, Boden-Solarisation, Boden-Bearbeitung und der Aufbau von Barrieren. Ein Hygienesystem ist schwierig zu unterhalten. Es bedeutet, gereinigtes Saatgut zu verwenden, den Bestand zu reinigen und sandige Böden mit einem niedrigen pH-Wert zu verwenden. Außerdem müssen Boden und Wasser aus befallenen Gebieten ferngehalten werden, indem saubere Behälter und Ausrüstungen verwendet, unterirdische Drainagen zur Vermeidung von oberflächlichem Abfluss installiert, die Bearbeitung in befallenen Gebieten zuletzt und die Ernte in den gesunden Gebieten zuerst durchgeführt werden.
Eine weitere Möglichkeit, die Schwere und die Ausbreitung der Krankheit einzudämmen, besteht in der Kultivierung in Hochbeeten. Dadurch kann der Kontakt der Wurzeln zum Wasser reduziert werden. Die Förderung einer schnellen Drainage als Feuchtigkeit ist ein Schlüsselfaktor für die Etablierung, Ausbreitung und Langlebigkeit der durch das Pathogen verursachten Krankheit. Für einige Pflanzen wie junge Avocados kann eine Boden-Solarisation genutzt werden; generell sollte für Avocado ein integrierter Ansatz verfolgt werden. Dazu gehört, die Strahlungswärme der Sonne, die unter durchsichtigen Polyethylen-Folien auf der Bodenoberfläche eingefangen wird, zu nutzen.
Zu den chemischen Steuerungsmaßnahmen gehören Fumigation und verschiedene Phosphonat-Herbizide. Eine möglicherweise effektive von Sporen abhängige Taktik besteht darin, vor der Pflanzung eine Fumigation durchzuführen. Für die Ausrottung von Chlamydosporen wäre das jedoch nicht zielführend, da sich diese tiefer im Boden verbergen, so dass sie von der Fumigation nicht erreicht werden können. Einige Experten empfehlen die Fumigation nicht, da P. cinnamomi oftmals in der Lage ist, den behandelten Boden wieder zu besiedeln und dadurch sogar schwererer Schaden angerichtet werden, da die konkurrierenden Mikroorganismen im Boden durch die Fumigation reduziert werden. Phosphonat-Fungizide können die Fähigkeit von Bäumen erhöhen, den Erreger zu tolerieren oder ihm zu widerstehen bzw. sich von einer Infektion mit Phytophthora cinnamomi zu erholen. Phosphonate wurden mit einigem Erfolg bei der Eingrenzung der Krankheit eingesetzt und als Hauptstrategie für den vorbeugenden Pflanzenschutz erkannt. Sie werden den Pflanzen durch Besprühen der Blätter, die Ausbringung per Flugzeug oder durch direkte Injektion appliziert.

## Systematik
Es werden folgende Varietäten unterschieden:
- Phytophthora cinnamomi var. cinnamomi
- Phytophthora cinnamomi var. parvispora
- Phytophthora cinnamomi var. robiniae